# Neobrocha phaeocyra
Neobrocha phaeocyra là một loài bướm đêm thuộc phân họ Arctiinae, họ Erebidae.